# بيفل كوتوف
بيفل كوتوف (بالروسية: Павел Григорьевич Котов)‏ (21 يونيو 1995 في روسيا - ) هو لاعب كرة قدم روسي في مركز الدفاع. لعب مع نادي سيسكا موسكو وFC Neftekhimik Nizhnekamsk ‏.

## وصلات خارجية
- بيفل كوتوف على موقع الاتحاد الأوربي (الإنجليزية)
- بيفل كوتوف على موقع قاعدة بيانات كرة القدم.إي يو (الإنجليزية)
- بيفل كوتوف على موقع Soccerway.com (الإنجليزية)